# Florian Brückner
Florian Brückner (* 1984 in München) ist ein deutscher Schauspieler.

## Leben
Florian Brückner absolvierte eine Ausbildung zum Notfallsanitäter, bevor er durch Zufall als Schauspieler entdeckt wurde: Sein Debüt vor der Kamera gab er 2002 in Dagmar Hirtz’ Fernsehspiel Der Tod ist kein Beweis. 
Seine Brüder Maximilian Brückner, Dominikus Brückner und Franz-Xaver Brückner sowie seine Schwestern Susanne Wiesner und Isabella Brückner sind ebenfalls Schauspieler. Gemeinsam mit Maximilian spielte er in den Filmen Räuber Kneißl und Was weg is, is weg, dem 2011 gedrehten Regiedebüt von Christian Lerch, jeweils ein Brüderpaar. 2023 ist er als Florian Eder in Neue Geschichten vom Pumuckl zu sehen.

## Filmografie (Auswahl)
- 2003: Jennerwein (TV) – Regie: Hans Günther Bücking
- 2005: Apollonia – Regie: Bernd Fischerauer
- 2005: Tatort: Im Alleingang
- 2005: Sie ist meine Mutter (TV) – Regie: Dagmar Hirtz
- 2007: Der geköpfte Hahn – Regie: Radu Gabrea / Marjan Wajda
- 2007: Beste Zeit – Regie: Marcus H. Rosenmüller
- 2008: Beste Gegend – Regie: Marcus H. Rosenmüller
- 2008: Räuber Kneißl – Regie: Marcus H. Rosenmüller
- 2009: Schreibe mir Postkarten nach Copacabana (TV) – Regie: Thomas Kronthaler
- 2009: Die Rosenheim-Cops – Gefährliche Nachbarn
- 2010: Die Hebamme – Auf Leben und Tod (TV) – Regie: Dagmar Hirtz
- 2012: Was weg is, is weg – Regie: Christian Lerch
- 2013: Da geht noch was – Regie: Holger Haase
- 2014: Beste Chance – Regie: Marcus H. Rosenmüller
- 2014: Das finstere Tal
- 2015: Tannbach – Schicksal eines Dorfes (TV) Regie: Alexander Dierbach
- 2015: Die Rosenheim-Cops – Ein letztes Bier – Regie: Holger Barthel
- 2017: Die Bergretter – Ohne Aussicht – Regie: Jakob Schäuffelen
- 2018: Wackersdorf
- 2018: Das Boot (Fernsehserie)
- 2020: Über Land – Kleine Fälle
- 2020: Lang lebe die Königin (Fernsehfilm)
- 2020:  Tatort: In der Familie Teil 2
- 2021: Der Boandlkramer und die ewige Liebe
- 2022: München Mord: Schwarze Rosen (Fernsehreihe)
- seit 2023: Neue Geschichten vom Pumuckl (Fernsehserie)
- 2025: Zweigstelle